# Nihonbashi-gawa
Pour les articles homonymes, voir Nihonbashi.
La rivière Nihonbashi (日本橋川, Nihonbashi-gawa, litt. la rivière du pont du Japon) est une petite rivière de Tokyo qui coule de l’arrondissement de Chiyoda à celui de Chūō-ku sur 4,8 km. Elle diverge de la Kanda-gawa au niveau du pont Koishikawa et se jette dans la Sumida-gawa près du pont Eitai. Elle borde les douves extérieures du Kōkyo. Son nom vient du pont Nihonbashi qui la traverse.

## Disposition et nom
La rivière Nihonbashi a une longueur de 4,85 kilomètres et traverse le centre de Tokyo. Elle est surplombée par une autoroute métropolitaine.
Son nom provient de l'un des ponts qui l'enjambe, Nihonbashi ou « pont du Japon ».

## Histoire

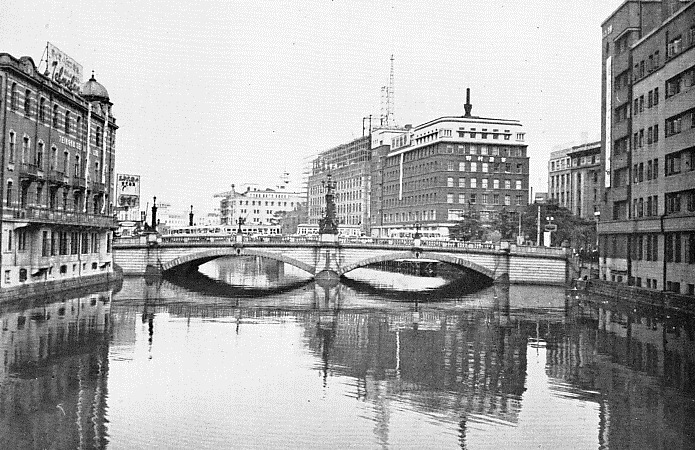
Le pont Nihonbashi et la rivière en 1960, avant la construction de la voie rapide.

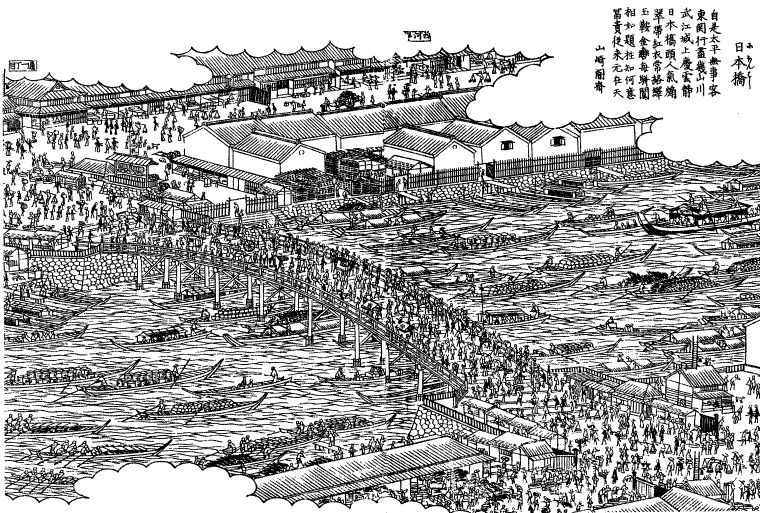
Commerce maritime sur la rivière et forte animation du quartier à l’époque d’Edo. Edo meisho zue, publié entre 1834 et 1836 par Saitō Genshin.

Au début du XVIIe siècle, le shogun Tokugawa Ieyasu entreprit de vastes travaux à Edo pour la construction du château d’Edo et l’agrandissement de la ville, qui entraînèrent la formation de plusieurs canaux, dont la rivière Nihonbashi. Ces canaux devaient aussi permettre de prévenir la ville des inondations, fréquentes auparavant, ainsi que de favoriser le transport de marchandises. Grâce à sa situation au cœur de la ville, il existait à l’époque d’Edo plus de trente marchés en bordure de la rivière, proposant des biens venant de tout le pays,. La rivière Nihonbashi était alors un centre du commerce dans le Japon, mais aussi de plaisirs tels que le kabuki.
Avec la modernisation du Japon et l’urbanisation très rapide de Tokyo au XXe siècle, la plupart des canaux furent rebouchés, tandis que la rivière Nihonbashi, une des rares survivantes, fut en grande partie couverte par une voie rapide en 1964 à l’occasion des Jeux olympiques d’été de 1964. La construction au-dessus d'un canal permettait d'accélérer les travaux en évitant le temps et les difficultés qu'aurait occasionnés l'acquisition de terrains au niveau du sol.
Dans les années 1990, divers travaux de réhabilitation sont entrepris ou prévus à Nihonbashi afin d’améliorer la qualité de vie du quartier, de le rendre plus attractif, notamment pour le tourisme, et de diminuer la pollution de l’eau,.

## Ponts
Elle est enjambée par plusieurs ponts, dont l’un des plus célèbres du Japon, le pont Nihonbashi.

## Dans la culture

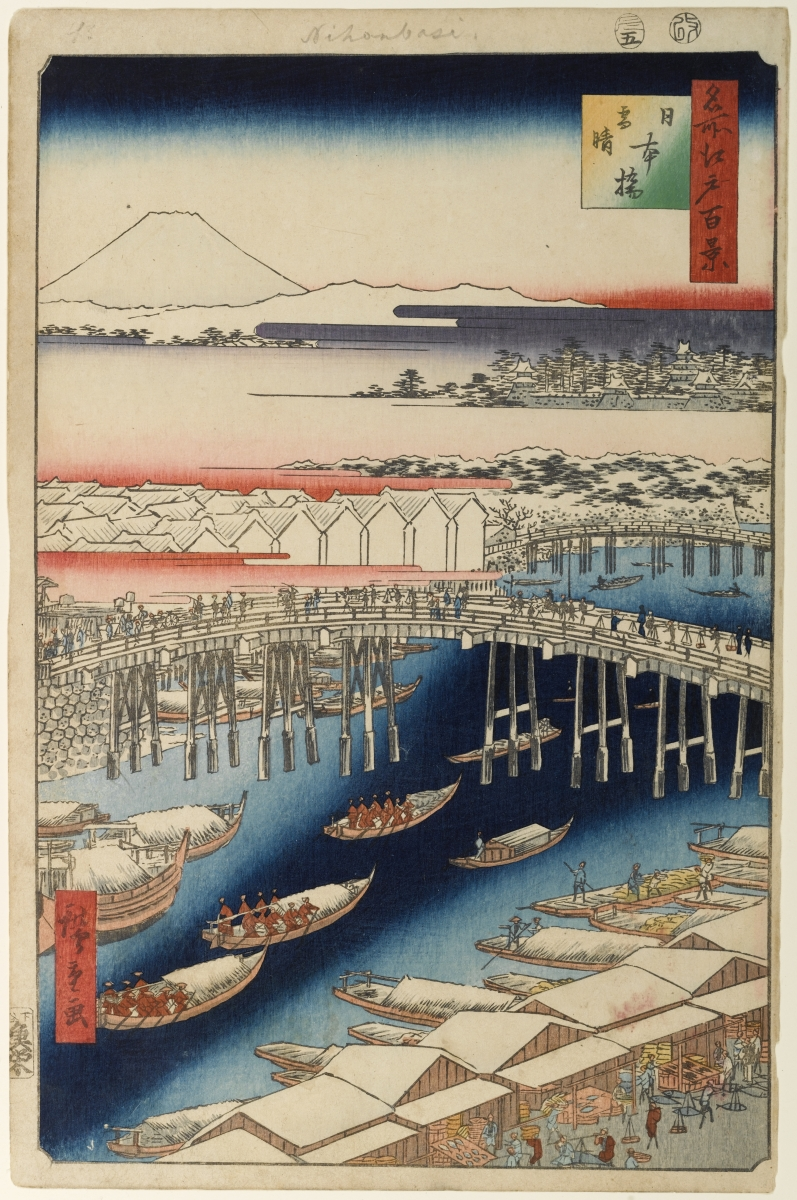
Nihonbashi dans les Cent vues d'Edo de Hiroshige.

En raison de leur position et de leur patrimoine, le quartier et la rivière Nihonbashi ont été représentés à plusieurs reprises par des peintres. Hiroshige a peint la rivière dans ses vues d’Edo, notamment dans la série des Cent vues d'Edo. Les guides (meisho-ki) et guides illustrés (meisho zue) de lieux célèbres d’Edo la décrivaient également.